# クイズ!あなたは小学5年生より賢いの?
『クイズ!あなたは小学5年生より賢いの?』（クイズ!あなたはしょうがくごねんせいよりかしこいの?）は、日本テレビ系列で放送されていたクイズバラエティ番組。2011年に単発特番として初放送され、2018年と2019年に3回の特番を経て、2019年10月18日から2024年9月27日までゴールデン枠でレギュラー放送されていた。通称は『小5クイズ』。

## 概要
アメリカのFOXなどで放送し、世界40か国以上でフォーマット販売され放送されている『Are You Smarter than a 5th Grader?』の日本版。
様々な著名人・一般人が賞金を賭けて、小学生の検定教科書に書かれている内容を、当番組で問題にしたものに挑戦する。ただし、教科書に書かれた内容のみが問題として出題されるわけではなく、教科書に書かれている内容を元に、当番組が独自に作成した問題や、特定の検定教科書のみに掲載されているコラム・文章などの内容、資料集・中学受験における内容、小学生の間の流行など、小学校の学習指導要領から逸脱した内容も含んだ問題が当番組で出題される。
2019年10月18日より金曜日夜19時台の新番組としてレギュラー化され、司会者に劇団ひとりと佐藤隆太の2人を起用して放送されている。
助っ人の小学生は小学5年生が対象の為、小学6年生に進級する助っ人小学生は翌年3月に当番組を卒業して、その年の4月から新しい小学5年生が加入する。
当番組は、2020年10月期と2021年10月2日からのプライムタイム帯で実施している「日テレ系ライブ配信」（現・日テレ系リアルタイム配信）の対象となっていない上、2022年4月から行われる平日の19時台の番組の終了時間の変更後も対象となっていない。但し、2022年11月4日放送分のように『カラダWEEK』などの期間に関しては19時台が臨時にネットワークセールス枠になる為、リアルタイム配信を実施する。
制作局の日本テレビと一部系列局においては同年10月より前座番組の『news every.』の本編放送が19:00まで延長し、当番組とはCMなしで放送されている。
2022年6月頃より、芸能人・一般人不問の当番組への応募がスタートし、同年9月2日放送分にて、当番組で初めて一般応募からの挑戦者が参加した。
2024年7月15日のスポーツ報知によると、『ニノさん』が日曜日朝から同時間帯へ移動することに伴い、当番組は、2024年秋の改編をもってレギュラー放送を終了すると報じられた。そして同月18日の改編説明会にて正式に9月27日を以って放送終了が発表され、レギュラー番組としては5年間の歴史に幕を下ろしたが、復活特番として2025年1月24日に1000万円SPが放送された。

## 特番放送日時
| 回 | 放送年月日     | 曜日   | 放送時間      | 放送枠     | 備考                                           |
| -- | -------------- | ------ | ------------- | ---------- | ---------------------------------------------- |
| 1  | 2011年4月24日  | 日曜日 | 13:55 - 14:55 | サンバリュ | [ 1 ]                                          |
| 2  | 2018年11月11日 | 日曜日 | 13:15 - 14:15 | サンバリュ | [ 2 ]                                          |
| 3  | 2019年5月3日   | 金曜日 | 19:00 - 20:54 | （特別枠） | 「ゴールデンまなびウィーク」内の番組として放送 |
| 4  | 2019年8月8日   | 木曜日 | 19:00 - 20:54 | （特別枠） |                                                |
| 5  | 2025年1月24日  | 金曜日 | 19:00 - 20:54 |            | レギュラー放送終了後初の放送                   |
| 6  | 2025年3月14日  | 金曜日 | 19:00 - 20:54 |            |                                                |

## 出演者
職業記載がない人物は出演時点で、日本テレビアナウンサー。

### 司会者

#### レギュラー版
- 劇団ひとり（お笑いタレント、単発第2回から）
- 佐藤隆太（俳優）

#### 単発特番
- ラルフ鈴木（第1回）
- 滝菜月（第2回）
- 桝太一（第3回 ゴールデンまなびウィーク 塾生）
- 岩本乃蒼（第4回）

ゴールデンまなびウィーク 塾長
- 所ジョージ（シンガーソングライター、第3回）
  - ご意見番として挑戦者を見守る。また、所自身も挑戦者となった。

### ナレーター

#### 現在のナレーター
- 立木文彦（声優）（第3回から）
- 悠木碧（声優）（2024年度から）
- 佐藤真知子（「正解で何万円獲得か」と教科と問題と解答の読み上げ）

#### 過去のナレーター
- 服部伴蔵門（ナレーター、第2回）
- 中野謙吾（第3回）
- 田中毅（第4回）
- 藤田大介（2023年度まで問題の解説）

### 解説
- 寺田心（タレント）
  - 2020年3月13日放送分まで、主に理科系の問題の解説で登場。

### 出題者ゲスト
- 永尾柚乃
  - 2024年度から、物理や化学の実験問題で回替わりの芸人と共に出演・出題している。

- 村方乃々佳
  - 2024年度から、音楽の歌詞穴埋め問題で出演・出題している。

### 助っ人小学生
| 年度（放送日）                          | 前列左                | 後列左                    | 前列中央                  | 後列右                | 前列右                  |
| --------------------------------------- | --------------------- | ------------------------- | ------------------------- | --------------------- | ----------------------- |
| パイロット版第1回 2011年4月24日         | ゆうり                | ちなつ                    | りょうと                  | 社長                  | そら （持田そら）       |
| パイロット版第2回 2018年11月11日        | りかこ                | るい                      | さつき （早坂颯樹）       | えみり                | みゆ （木内心結）       |
| パイロット版第3回 2019年5月3日          | ゆずな （馬場柚那）   | ありさ （ホプキンス有咲） | えいと （小鷹狩八）       | ゆうき （島田悠生）   | みひろ （関沢美紘）     |
| パイロット版第4回 2019年8月8日          | しおり （小菅汐梨）   | のん （川北のん）         | えいと （小鷹狩八）       | ゆうき （島田悠生）   | みひろ （関沢美紘）     |
| 2019年度 2019年10月18日 - 2020年3月13日 | りょう （嶋村龍斎）   | のん （川北のん）         | えいと （小鷹狩八）       | ゆうき （島田悠生）   | みひろ （関沢美紘）     |
| 2020年度① 2020年4月3日                  | かのん （馬場夏音）   | あきと （纐纈和慧）       | ゆう （田村優祈）         | ひまり （国本姫万里） | しゅん （隼）           |
| 2020年度② 2020年4月17日 - 2021年3月19日 | りんと （高平凛人）   | つぐ （佐々木告）         | しゅん （隼）             | ゆうき （田村優祈）   | あんな （渡邊杏奈）     |
| 2021年度 2021年4月9日 - 2022年3月11日   | りさ （福田梨紗）     | はるか                    | ひかる （小島光琉）       | そら （髙原颯良）     | かりん （山田花凜）     |
| 2022年度 2022年4月1日 - 2023年3月24日   | りこ （飯田璃子）     | あらた （千葉新）         | たいし （石坂大志）       | なつき （新井菜月）   | ゆめ （大塩優芽）       |
| 2023年度 2023年4月14日 - 2024年3月15日  | りづ （安齋吏都）     | まりか （木本茉莉果）     | りんたろう （鈴木凛太郎） | あゆむ （宮崎歩夢）   | るうい （コレット瑠生） |
| 2024年度 2024年4月12日 - 2024年9月27日  | かつき （鈴木かつき） | なつき （松岡夏輝）       | みお （荒木美緒）         | ほのか （伊達萌乃香） | たの （鈴木楽）         |

## ルール

### 第1回・第2回
本家アメリカ版のルールに準拠している。
- 基本的に1人ずつ挑戦[注釈 15]。
- 挑戦者には、小学1年生から小学5年生の問題が、各2問ずつの合計10問が問題のジャンルと共に提示。その中から1問を選んで挑戦する[注釈 16]。
- 問題の解答は筆記で行い、挑戦者がボタンを押して解答を「LOCK」した時点で確定となる。
- 正解すれば次の問題に進み、1問でも不正解の場合チャレンジ失敗となり即終了、そこまで獲得した賞品・賞金も没収となる。また、挑戦者が途中でドロップアウトし賞金・賞品を持ち帰っても構わない。
- 挑戦者が不正解およびドロップアウトで退場する場合、挑戦者はセットに設けられた土下座台の上で、『私は小学5年生より賢くありません』と宣言し、土下座をしなければならない罰がある。

カンニング
- スタジオには、小学5年生5人が待機しており、挑戦者は2問ごとにその中から1人を選んで一緒に解答を行う。挑戦者が一度選んだ小学生は、再度選ぶことはできない。また、選ばれていない間も、小学生は参考のため問題に解答する。
- 挑戦者には2つの「カンニング」が用意されており、好きなタイミングで使用できる。ただし、使用した場合はその問題でのドロップアウトはできない。また、「救済チャンス」も存在し、挑戦者の解答が不正解だった際に自動的に適用される。
- 一度使用した「カンニング」および「救済チャンス」は再び使用できない。

のぞき見
- 挑戦者が解答を「LOCK」する前であれば、使用を宣言することで使用できる。
- 小学生の解答をのぞき見し、それを参考に挑戦者が解答することができる。

まる写し
- 使用を宣言し、挑戦者が「LOCK」ボタンを押すことで使用できる。
- 挑戦者が小学生の回答を見ずに、小学生の解答をそのまま「自分の解答」として扱う。

救済チャンス
- 挑戦者の解答が不正解だった場合に、一度だけ自動的に適用される。
- パートナーの小学生が正解していれば、その問題はクリアとみなされる。

最終問題
- 挑戦者が10問クリアした場合、最終問題への挑戦権を獲得。ただし、最終問題に挑戦する前に、挑戦者は「最終問題に挑む」か「10問正解時点での賞品・賞金を持ち帰るか」を選択できる。
- 最終問題は、小学3 - 6年生の難易度となっており、問題が出題されるまで教科も明かされない。また、最終問題では、一切のカンニングを使用できず、完全に自力で答えなければならない。また、一度挑戦を選択するとドロップアウトはできなくなる。

### 第3回・第4回・レギュラー版 - 復活特番
第3回からは、ルールが大幅にアレンジされた。
- 問題システムなどは第1回・第2回と同様。ただし、挑戦者が不正解したときの退出時の宣言・土下座はなくなっている。また、レギュラー版では、第1回・第2回と同様、最終問題に挑戦する前の問題数は10問と変わらないが、これまで2問×5学年の10問だった各学年の問題数が不規則となり、どの学年にも属さない問題や、6年生の問題が出題されるようになった。
- 問題への挑戦中に挑戦者がドロップアウトすることができなくなった。このため、挑戦者は問題を見る前に次の問題に挑戦するかドロップアウトするかを決定し、問題を見たら必ず解答しなければならない。
- 2019年12月13日放送分からは、出題される問題の順序があらかじめ設定されるようになった。
- 2020年6月12日放送分から、新型コロナウイルスの影響により、出演者を隔離してでのリモート収録となった[注釈 18]。当初は助っ人小学生は3人に減らされていたが、6月26日の放送以降は再び5人に戻った。
- 2020年7月3日放送分以降は劇団ひとり、佐藤のみスタジオに戻し、小学生5人は別室での当番組のリモート収録に変更され、2020年8月21日放送分から小学生5人も再びスタジオに戻された。

- また、教科書内容の一問一答にとどまらない内容も出題される場合もある。以下に例を示す。

頭の体操
ある法則に基づいて、AとBの2グループ（回によってCグループもある）に仕分けられた単語を見て、指示された単語がどのグループに当てはまるかを答える問題や、ある法則に基づいて表示されたすべての単語を変換したとき、指示された単語はどうなるかを答える問題などが出題される。
原則として1〜2分の制限時間つきで、時間切れとなった場合は強制的に救済を使用することとなる。ただし、救済を残していない状態で時間切れとなった場合は不正解扱いとなりチャレンジ失敗。
主要科目でも制限時間つきの問題が出題される場合がある。主に国語における漢字を組み合わせて熟語を作る問題や2枚のイラストを見て、吹き出しに当てはまる意味は違うが共通するセリフを解答する問題、社会における箱の中身は何だろうなの要領で地図を触り、都道府県名を答える問題などのひらめき重視の問題や、制限時間内に与えられたお題に当てはまる物を答える多答問題が該当する。
一問一答タイムトライアル
2022年10月14日放送分から登場。
次々に出題される問題に挑戦者が口頭で解答していき、制限時間60秒以内に5問正解でクリア。パスや誤答の場合はペナルティとして5秒間次の問題が出題されない。時間切れとなった場合はその時点で使える救済の中から1つを失う。救済が複数残っている場合はどれを失うかは挑戦者が選べる。ただし、救済を全て使い果たした状態で時間切れとなった場合は敗退・チャレンジ失敗となる。
実技問題
モニターに筆記で解答するのではなく、実際に問題テーマを行って解答する問題。
一発勝負方式と制限時間内に1回でも成功すればクリアの2パターンに分かれる。両者とも基本的に救済は使用不可である。
前者の例としては、音楽におけるソプラノリコーダーで指示された音階を鳴らす問題や、図工における用意された絵の具の中から2色を選んで指示された色を作る問題や、算数における定規とコンパスを使って指示された図形を作図する問題などがある。
後者の例としては、家庭科における糸通しを使って裁縫用の針に糸を通す問題がある。
特別問題
こどもの日を控えた放送回「こどもday」における、子どもたちが憧れる職業の人物からの問題や、日本テレビが企画するSDGs企画「Good For the Planetウィーク」における、SDGs関連の問題などが特別問題に該当する。
2024年4月～8月頃までは、芸能人が小学校や最新施設などでロケを行い、そのVTRの中で出題が行われるクイズが全参加者の問題セットに常設されていた。このロケにはスタジオに出演する助っ人小学生も参加する場合があり、ロケに参加した助っ人小学生は正解を確実に知っているため、後述の「救済」の対象から一時的に外れることになる。
小学5年生はパートナーとして選ぶことはできないが、同様にすべての問題に挑戦する。
教えて!小学生
これまでの「カンニング」に対し新たに3つの「救済」が用意された。これらは10問目までは各1回のみ使用できる。また、1問に対して複数使うことも可能。なお、最終問題では、これらの「救済」を一切使用することができないため、挑戦者は自力で最終問題を解答しなければならない。
指名カンニング
小学生5人の中から、挑戦者が指名した1人の答えを覗くことができる。
ルーレット
ルーレットで止まった小学生の解答を参考に解答することができる。
初期は電子ルーレットで、小学生の解答席のネームプレートの電飾がルーレット状に点滅し、挑戦者が「ストップ」ボタンを押して止めていたが、2022年度からは当番表を模した円盤ルーレットで、均等に5等分されて小学生の名前が書かれたルーレットを挑戦者が回すスタイルに変更されている。
全員オープン
小学生5人全員の解答を開け、それを参考に解答することができる。
最終問題
10問正解した時点で、挑戦者は最終問題に挑戦する前に、「最高賞金を目指し最終問題に挑む」か「100万円を持ち帰る」かを選択することができる。
また、最終問題は救済を一切使用することはできないため、挑戦者は完全に自力で答えなければならない。
以下に最終問題の出題傾向を示す。いずれの問題も、完全解答以外は不正解扱いとなりチャレンジ失敗。
ランキング問題
ある統計の県別または国別のランキング上位3位の3つすべてを解答する。
○×・択一問題
5つ〜6つの項目がそれぞれお題に合っているか否かを○か×で解答する、或いは指定された2〜3つの選択肢のいずれに該当するかを解答する。
並べ替え問題
4つ〜6つの選択肢を正しい順番になるように時系列や指示された数字の昇順に並べ替える、あるいは提示された項目と選択肢の組み合わせが一致するように並べ替える。後者の場合はどの項目にも合わないダミー選択肢が含まれる場合もある。
最終問題で正解すると、挑戦者は『私は小学5年生より賢いです』と宣言し、賞金獲得となる。
なお、「ドロップアウト」を選択した場合、2021年7月30日までは、挑戦者は『私は小学5年生より賢くありません』と宣言していたが、2021年8月27日からは、挑戦者が「ドロップアウト」を宣言して、「LOCK」ボタンを押すと「ドロップアウト」が成立し、正解・不正解とは関係なく、挑戦者がその時点までの賞金を獲得できるルールに変更された。
Tenmillionスペシャル
2021年より年末の放送にて実施されている。
過去の完全制覇者・最終問題敗退者・有力挑戦者が挑戦者として挑戦する。ルールは通常回と変わらないが、最終問題正解・完全制覇の賞金金額が、通常回の300万円から1000万円に引き上げられている。
レギュラー放送終了後の2025年1月以降も1000万円スペシャルとして復活特番が不定期に放送されている。

## マネーツリー
| 問題数 | 第1回          | 第2回       | 第3回・第4回 | レギュラー版 | Tenmillion SP |
| ------ | -------------- | ----------- | ------------ | ------------ | ------------- |
| FINAL  | 世界一周旅行   | ￥1,000,000 | ￥10,000,000 | ￥3,000,000  | ￥10,000,000  |
| 10     | ハワイ旅行     | ↑           | ￥3,000,000  | ￥1,000,000  | ￥1,000,000   |
| 9      | ↑              | ↑           | ￥2,000,000  | ￥750,000    | ￥750,000     |
| 8      | ↑              | ￥750,000   | ￥1,000,000  | ￥500,000    | ￥500,000     |
| 7      | ↑              | ↑           | ￥750,000    | ￥400,000    | ￥400,000     |
| 6      | 沖縄旅行       | ￥500,000   | ￥500,000    | ￥300,000    | ￥300,000     |
| 5      | ↑              | ↑           | ￥300,000    | ￥200,000    | ￥200,000     |
| 4      | ↑              | ￥300,000   | ￥200,000    | ￥100,000    | ￥100,000     |
| 3      | 東京湾クルーズ | ↑           | ￥100,000    | ￥50,000     | ￥50,000      |
| 2      | ↑              | ￥100,000   | ￥50,000     | ￥20,000     | ￥20,000      |
| 1      | ↑              | ↑           | ￥10,000     | ￥10,000     | ￥10,000      |

## 賞金獲得者

### 全問正解者
5年間のレギュラー放送と復活特番内で29組の全問正解者が誕生した。なお、所属グループや職業などは賞金獲得当時の情報を基に示す。また、レギュラー放送以前の特番時代には賞金獲得者は一人も誕生していない。
太字：TenmillionSPでの1000万円獲得者。
| 放送日         | 挑戦者                                        | 備考 |
| -------------- | --------------------------------------------- | --- |
| 2020年01月10日 | 河野玄斗                                      | 『頭脳王』第6・7・9回優勝。 単独での挑戦者としては初の300万円獲得者。 |
| 2020年01月24日 | 阿部亮平（Snow Man）                          | 1000万円SP（2021年・2022年）では2回とも最終問題で脱落。 |
| 2020年03月06日 | ふなっしー                                    | 2回目（2021年10月1日）は最終問題、 3回目（2022年12月16日）は9問目で脱落。 |
| 2020年04月03日 | 高橋真麻                                      | 新5年生入学SPにおける300万円獲得はこの回が初。 |
| 2020年08月21日 | Zeebra                                        | |
| 2020年09月25日 | ケロポンズ（増田裕子・平田明子）              | ケロポンズは複数人の挑戦者で初の300万円獲得。 史上初の1回の放送で2組の300万円獲得。 |
| 2020年09月25日 | ヒャダイン                                    | ケロポンズは複数人の挑戦者で初の300万円獲得。 史上初の1回の放送で2組の300万円獲得。 |
| 2020年10月30日 | 鈴木保奈美                                    | 劇団ひとりがこの番組の放送を見て浅草キッドの映画への起用をオファーしたと公言している。 |
| 2021年01月15日 | 松丸亮吾                                      | 初の救済を残しての全問正解者で3度目の挑戦で全問正解達成。 第3回・第4回の挑戦では2回とも最終問題で不正解。 その雪辱戦で史上初の1000万円獲得。                                                                |
| 2021年02月12日 | 完熟フレッシュ（池田57CRAZY・池田レイラ）     | |
| 2021年05月14日 | 大村朋宏（トータルテンボス） 大村晴空         | 大村晴空は（当時）最年少300万円獲得者。 |
| 2021年06月04日 | 岩田絵里奈（日本テレビアナウンサー） 小澤征悦 | 岩田は現役アナウンサー初の300万円獲得者。 スッキリチームとして参戦。 |
| 2021年10月22日 | 春日俊彰（オードリー）                        | |
| 2022年03月04日 | トラウデン直美 トラウデン都仁                 | |
| 2022年04月01日 | 本仮屋ユイカ 本仮屋リイナ                     | 2度目の挑戦で全問正解達成。 新5年生入学SP史上2組目の300万円獲得者。 |
| 2022年04月22日 | 今村翔吾                                      | |
| 2022年05月20日 | U字工事                                       | 栃木県代表として参戦。 獲得した300万円は栃木県に全額寄付した。 |
| 2022年05月27日 | 柴田理恵                                      | 現時点で最年長300万円獲得者。 史上初の2週連続の300万円獲得。 |
| 2022年10月21日 | 宮脇花綸                                      | |
| 2022年12月16日 | ふくらP（QuizKnock）                          | 2度目の挑戦で全問正解達成。 1回目（2020年6月12日）では最終問題で脱落。 その雪辱戦で史上2人目の1000万円獲得。                                                                                                |
| 2023年06月16日 | こたけ正義感                                  | |
| 2023年08月04日 | 野口健 野口絵子                               | |
| 2023年10月13日 | 松田好花（日向坂46）                          | 日向坂46としては7度目（松田自身は2度目）の挑戦で全問正解達成。 当初は2023年9月8日に放送予定だったが、後述の理由によりこの日に放送された。                                                                   |
| 2023年11月17日 | いとうあさこ                                  | 3度目の挑戦で全問正解達成。 |
| 2024年01月05日 | 高橋成美                                      | 3度目の挑戦で全問正解達成。 |
| 2024年03月01日 | 辻岡義堂                                      | 3度目の挑戦で全問正解達成。 そのうちの1回は望月理恵とペアで「ズームイン!サタデー」代表として参戦。 |
| 2024年03月15日 | 木村昴                                        | 2度目の挑戦で全問正解達成。 卒業SPにおける300万円獲得は全てを通してこれが初めてである。 |
| 2024年04月19日 | 村山輝星 片桐仁                               | TOKYO MX『はじめての美術館』での共演がきっかけで仲良くなった「芸能界きってのアート通コンビ」として出場。 個人としては村山は2度目、片桐は3度目の挑戦での全問正解達成。 村山は300万円獲得の最年少記録を更新。 |
| 2024年09月27日 | 伊沢拓司                                      | レギュラー放送最終回で300万円獲得。 救済は「ルーレット」を使わず全問正解。 前回は同じく最終問題で不正解。                                                                                                   |
| 2025年1月24日  | 木村昴                                        | レギュラー放送終了後の特番で全問正解 史上初の個人で2度目の全問正解達成者 史上3人目の1000万円獲得 |

### ドロップアウト宣言者
特記ない限りQ10でのドロップアウトである。
| 放送日         | 挑戦者                                | 獲得賞金 | 備考 |
| -------------- | ------------------------------------- | -------- | --- |
| 2020年08月28日 | 厚切りジェイソン                      | 100万円  | 初の100万円獲得者。 |
| 2021年02月19日 | 中川翔子                              | 100万円  | 女性初の100万円獲得者。 |
| 2021年04月09日 | ノッチ（デンジャラス） 佐藤友美       | 100万円  | 最年長かつ複数人の挑戦者で初の100万円獲得者。                                                                                               |
| 2021年07月02日 | 菊地亜美                              | 50万円   | Q8でドロップアウト 番組初の100万円未満かつ最年少ドロップアウト宣言者。                                                                      |
| 2021年07月30日 | スギちゃん                            | 40万円   | Q7でドロップアウト |
| 2021年08月27日 | 亘健太郎（フルーツポンチ）            | 75万円   | Q9でドロップアウト 新ルールが適用後初のドロップアウト宣言者。                                                                               |
| 2021年09月17日 | ファーストサマーウイカ                | 100万円  | |
| 2021年11月26日 | 小野まじめ（クールポコ。）            | 100万円  | |
| 2022年01月14日 | あかつ                                | 20万円   | Q5でドロップアウト 1回目（2021年11月26日）は8問目で不正解。 この回では、番組史上最低金額獲得でのドロップアウト宣言者。                      |
| 2022年06月10日 | 吉住                                  | 20万円   | Q5でドロップアウト |
| 2022年11月04日 | 村岡桃佳                              | 100万円  | |
| 2022年11月11日 | 辻堂ゆめ                              | 100万円  | |
| 2022年12月28日 | 山﨑のぼる（ロビンソンズ）            | 75万円   | Q9でドロップアウト 本業はお笑い芸人だが、一般オーディションに参加して出場権を獲得。                                                         |
| 2023年01月06日 | 川村くるみ （仙台育英高校社会科教師） | 100万円  | 父と2人で挑戦 一般応募で初の賞金獲得者。 |
| 2023年03月24日 | 横山だいすけ                          | 100万円  | 1回目（2020年2月7日）は最終問題、 2回目（2021年1月15日・1000万円SP）は10問目で不正解。 卒業SPにおけるドロップアウト宣言はこの回が初となる。 |
| 2023年05月26日 | 三倉茉奈 三倉佳奈                     | 100万円  | |
| 2023年10月06日 | 村木風海                              | 100万円  | |
| 2023年11月03日 | 金本久美子                            | 100万円  | 一般応募で娘4名と参戦 |
| 2024年01月26日 | 山本秀                                | 100万円  | 一般応募 |
| 2024年02月09日 | 青山祐子                              | 100万円  | |
| 2024年08月02日 | 原口あきまさファミリー                | 100万円  | 息子4名と参戦 |
| 2024年09月06日 | 藤田憲右（トータルテンボス）          | 100万円  | 息子と共に参戦 |

## 関連書籍
2020年より、株式会社KADOKAWAより当番組の公式問題集が発売されている。
| 発売日         | 書籍名                                                                    | ISBN            | 出典   |
| -------------- | ------------------------------------------------------------------------- | --------------- | ------ |
| 2020年04月03日 | クイズ あなたは小学5年生より賢いの? 大人もパニックの難問に挑戦!           | ISBN 4046047453 | [ 26 ] |
| 2020年10月30日 | クイズ あなたは小学5年生より賢いの?2 大人もパニックの難問に挑戦!          | ISBN 4046050063 | [ 27 ] |
| 2021年04月08日 | クイズ あなたは小学5年生より賢いの?3 大人もパニックの難問に挑戦!          | ISBN 4046051582 | [ 28 ] |
| 2021年07月26日 | クイズ あなたは小学5年生より賢いの?4 大人もパニックの難問に挑戦!          | ISBN 4046052740 | [ 29 ] |
| 2021年12月17日 | クイズ あなたは小学5年生より賢いの?5 大人もパニックの難問に挑戦!          | ISBN 4046054395 | [ 30 ] |
| 2022年04月14日 | クイズ あなたは小学5年生より賢いの?6 大人もパニックの難問に挑戦!          | ISBN 4046056533 | [ 31 ] |
| 2022年12月15日 | クイズ あなたは小学5年生より賢いの?7 大人もパニックの難問に挑戦!          | ISBN 4046057793 | [ 32 ] |
| 2023年04月13日 | クイズ あなたは小学5年生より賢いの?8 大人もパニックの難問に挑戦!          | ISBN 4046062142 | [ 33 ] |
| 2023年11月29日 | クイズ あなたは小学5年生より賢いの?9 大人もパニックの難問に挑戦!          | ISBN 4046064501 | [ 34 ] |
| 2024年04月11日 | クイズ あなたは小学5年生より賢いの?10 大人もパニックの難問に挑戦!         | ISBN 4046068140 | [ 35 ] |
| 2025年1月18日  | クイズ あなたは小学5年生より賢いの? THE FINAL 大人もパニックの難問に挑戦! | ISBN 4046073101 |        |

## ネット局
- 全編ローカルセールス枠のため、日本テレビ以外の通常時同時ネットとする局でも編成の都合で臨時に遅れネットまたは臨時非ネットに変更する[注釈 33]場合があり、当番組が19時開始の2時間スペシャル放送時に「通常時時差ネットとする局[注釈 34]」及び「通常時同時ネットとする局が19時台を自主編成とする局」では19:56から一部内容が放送されない1時間短縮版が日本テレビから事前に裏送り配信されたものの自社送出[注釈 35]で放送される。そのため番組宣伝及び次回予告には「※一部地域を除く」という一文が付け加えられている。

| 放送対象地域   | 放送局                    | 系列                                         | ネット開始日                   | 放送日時           | ネット状況 | 備考                    |
| -------------- | ------------------------- | -------------------------------------------- | ------------------------------ | ------------------ | ---------- | ----------------------- |
| 関東広域圏     | 日本テレビ（NTV）         | 日本テレビ系列                               | 2019年10月18日 - 2024年9月27日 | 金曜 19:00 - 19:56 | 【制作局】 | 【制作局】              |
| 北海道         | 札幌テレビ（STV）         | 日本テレビ系列                               | 2019年10月18日 - 2024年9月27日 | 金曜 19:00 - 19:56 | 同時ネット | [ 注釈 36 ]             |
| 青森県         | 青森放送（RAB）           | 日本テレビ系列                               | 2019年10月18日 - 2024年9月27日 | 金曜 19:00 - 19:56 | 同時ネット | [ 注釈 37 ]             |
| 岩手県         | テレビ岩手（TVI）         | 日本テレビ系列                               | 2019年10月18日 - 2024年9月27日 | 金曜 19:00 - 19:56 | 同時ネット | [ 注釈 38 ] [ 注釈 39 ] |
| 宮城県         | ミヤギテレビ（MMT）       | 日本テレビ系列                               | 2019年10月18日 - 2024年9月27日 | 金曜 19:00 - 19:56 | 同時ネット | [ 注釈 40 ]             |
| 秋田県         | 秋田放送（ABS）           | 日本テレビ系列                               | 2019年10月18日 - 2024年9月27日 | 金曜 19:00 - 19:56 | 同時ネット |                         |
| 山形県         | 山形放送（YBC）           | 日本テレビ系列                               | 2019年10月18日 - 2024年9月27日 | 金曜 19:00 - 19:56 | 同時ネット |                         |
| 福島県         | 福島中央テレビ（FCT）     | 日本テレビ系列                               | 2019年10月18日 - 2024年9月27日 | 金曜 19:00 - 19:56 | 同時ネット |                         |
| 新潟県         | テレビ新潟（TeNY）        | 日本テレビ系列                               | 2019年10月18日 - 2024年9月27日 | 金曜 19:00 - 19:56 | 同時ネット | [ 注釈 41 ]             |
| 長野県         | テレビ信州（TSB）         | 日本テレビ系列                               | 2019年10月18日 - 2024年9月27日 | 金曜 19:00 - 19:56 | 同時ネット | [ 注釈 41 ]             |
| 静岡県         | 静岡第一テレビ（SDT）     | 日本テレビ系列                               | 2019年10月18日 - 2024年9月27日 | 金曜 19:00 - 19:56 | 同時ネット | [ 注釈 42 ]             |
| 石川県         | テレビ金沢（KTK）         | 日本テレビ系列                               | 2019年10月18日 - 2024年9月27日 | 金曜 19:00 - 19:56 | 同時ネット | [ 注釈 43 ]             |
| 福井県         | 福井放送（FBC）           | 日本テレビ系列                               | 2019年10月18日 - 2024年9月27日 | 金曜 19:00 - 19:56 | 同時ネット |                         |
| 鳥取県・島根県 | 日本海テレビ（NKT）       | 日本テレビ系列                               | 2019年10月18日 - 2024年9月27日 | 金曜 19:00 - 19:56 | 同時ネット | [ 注釈 45 ]             |
| 広島県         | 広島テレビ（HTV）         | 日本テレビ系列                               | 2019年10月18日 - 2024年9月27日 | 金曜 19:00 - 19:56 | 同時ネット | [ 注釈 46 ]             |
| 山口県         | 山口放送（KRY）           | 日本テレビ系列                               | 2019年10月18日 - 2024年9月27日 | 金曜 19:00 - 19:56 | 同時ネット | [ 注釈 47 ]             |
| 徳島県         | 四国放送（JRT）           | 日本テレビ系列                               | 2019年10月18日 - 2024年9月27日 | 金曜 19:00 - 19:56 | 同時ネット | [ 注釈 48 ]             |
| 香川県・岡山県 | 西日本放送（RNC）         | 日本テレビ系列                               | 2019年10月18日 - 2024年9月27日 | 金曜 19:00 - 19:56 | 同時ネット |                         |
| 愛媛県         | 南海放送（RNB）           | 日本テレビ系列                               | 2019年10月18日 - 2024年9月27日 | 金曜 19:00 - 19:56 | 同時ネット |                         |
| 高知県         | 高知放送（RKC）           | 日本テレビ系列                               | 2019年10月18日 - 2024年9月27日 | 金曜 19:00 - 19:56 | 同時ネット | [ 注釈 48 ]             |
| 福岡県         | 福岡放送（FBS）           | 日本テレビ系列                               | 2019年10月18日 - 2024年9月27日 | 金曜 19:00 - 19:56 | 同時ネット | [ 注釈 49 ]             |
| 長崎県         | 長崎国際テレビ（NIB）     | 日本テレビ系列                               | 2019年10月18日 - 2024年9月27日 | 金曜 19:00 - 19:56 | 同時ネット |                         |
| 熊本県         | くまもと県民テレビ（KKT） | 日本テレビ系列                               | 2019年10月18日 - 2024年9月27日 | 金曜 19:00 - 19:56 | 同時ネット | [ 注釈 50 ]             |
| 鹿児島県       | 鹿児島読売テレビ（KYT）   | 日本テレビ系列                               | 2019年10月18日 - 2024年9月27日 | 金曜 19:00 - 19:56 | 同時ネット | [ 注釈 51 ]             |
| 宮崎県         | テレビ宮崎（UMK）         | フジテレビ系列 日本テレビ系列 テレビ朝日系列 | 2019年10月18日 - 2024年9月27日 | 金曜 19:00 - 19:56 | 同時ネット |                         |
| 富山県         | 北日本放送（KNB）         | 日本テレビ系列                               | 2019年11月3日 - 2024年9月27日  | 金曜 19:00 - 19:56 | 同時ネット | [ 注釈 52 ]             |
| 山梨県         | 山梨放送（YBS）           | 日本テレビ系列                               | 2019年10月18日 -               | 土曜 11:55 - 12:55 | 遅れネット | [ 注釈 53 ]             |
| 近畿広域圏     | 読売テレビ（ytv）         | 日本テレビ系列                               | 2019年10月28日 -               | 土曜 10:30 - 11:25 | 遅れネット | [ 注釈 54 ] [ 注釈 55 ] |
| 中京広域圏     | 中京テレビ（CTV）         | 日本テレビ系列                               | 2020年10月18日 -               | 不定期放送         | 遅れネット | [ 注釈 56 ]             |
| 大分県         | テレビ大分（TOS）         | 日本テレビ系列 フジテレビ系列                | 2022年10月 -                   | 水曜 14:45 - 15:45 | 遅れネット | [ 注釈 57 ]             |
| 沖縄県         | 琉球放送（RBC）           | TBS系列                                      | 2019年12月8日 -                | 水曜 15:49 - 16:50 | 遅れネット | [ 注釈 58 ]             |

ネット配信
| 配信元 | 更新日時        | 備考                               |
| ------ | --------------- | ---------------------------------- |
| TVer   | 金曜 19:56 更新 | 同時ネット局の最新回限定で無料配信 |
| hulu   | 更新時間未定    | 有料会員は全回見放題               |

## 備考

### 問題間違い・不備
- 2021年6月25日放送分の山之内すずに出題された「国旗に文字が書かれている国は?」の問題の正解を、C:ブラジル（ブラジルの国旗）のみとした誤りがあったことを受け、番組HPに謝罪のメッセージを掲載した。同年7月23日の放送終了後には、謝罪のメッセージが番組HPに表示された。この問題はA:エジプト（エジプトの国旗）も正解だが、山之内が解答したB:インド（インドの国旗）には国旗に文字は書かれていない。
- 2023年6月2日放送分の「1分間タイムトライアル」において、「トランプの算用数字で1番大きいのは?」という問題が出題された。「10」を正解としていたが、算用数字は0〜9で示されるため、「9」を正解とすると番組HPに謝罪メッセージが掲載されていた。

### 放送休止・延期
- 2022年7月8日放送分は、当初2時間スペシャルを放送する予定だったが、安倍晋三元首相銃撃殺人事件に関する『NNN news every.特別版』が放送されたため、放送延期となり[36]、当該分放送分は同年8月12日に「緊急蔵出しスペシャル」として放送された[注釈 59]。
- 2023年9月8日放送分は、当初2時間スペシャルを放送予定だったが、「バスケットボールW杯特番『歴史を変えた男たち 緊急生出演SP』」を放送するため、放送延期となる[37]。なおこの回は、同日21時から放送予定の『高校生クイズ2023』と合わせて「日テレクイズDAY」の第1部として放送される予定だった。そのため「高校生クイズ」にメインパーソナリティとして出演する木村昴の挑戦パートを「⼩5クイズ特別編!こんや9時高校生クイズMC木村昴が挑戦SP」として9月7日の25時09分より放送[注釈 60][37]。他の挑戦者のパートは10月13日に振替放送された[38]。

## スタッフ
（2024年7月以降）
※=レギュラー版から加入
- 演出：関口拓（第2回-）
- ナレーション：立木文彦（第3回-）、悠木碧（※）【毎週】、佐藤真知子（第2回と※、日本テレビアナウンサー、第3回は問題読み）、森富美・尾崎里紗（森・尾崎→※、共に日本テレビアナウンサー）【週替り】[注釈 61]
- 構成：酒井健作（第2回-）、平出尚人（※）
- 問題作成：小堀裕也、水野圭祐、近藤仁美、大澤悠平、宇都木彩乃、平川達矢、壯庭回（水野～壯庭→※）
- TM：大越克人（※）
- SW：福田伸一郎、矢作陽一、荻野高康、望月達史（矢作〜望月→※、福田・矢作→共に以前はCAM）【週替り】
- CAM：大庭茂嗣（第4回-）、川島佑介（※）【週替り】
- 美術：高津光一郎（第2回-）
- デザイン：北村春美（第2回-）
- 美術協力（※）：日本テレビアート（第2-4回は協力）
- 音効：竹中幸治（第2回-）
- CG：堀江隆臣、中村桂子（共に第2回-）
- 編集：武者宏（第2回-）
- MA：藤井光洋（第4回-）、元木綾美（※）【週替り】
- モニター（※）：インターナショナルクリエイティブ（第2-4回は協力）
- 海外コーディネート：大塚千恵子（※、NTV EUROPE）
- TK：長坂真由美（第2回-）
- 技術協力：NiTRo、ヌーベルアージュ（NiTRo→第2-4回は協力、アージュ→第4回-）
- 写真協力（※）：アフロ
- 問題協力（※）：やる気スイッチグループ、個別指導スクールIE、チャイルドアイズ
- イラスト（※）：グレートインターナショナル、murahiro、リトルベア（リトル→一時離脱→復帰）
- 地図提供（※）：株式会社平凡社地図出版©ROOTS製作委員会
- 制作進行（※）：酒井瑞希（※）
- デスク：山田雅子（※）
- 問題監修（※）：CAMEYO（※）
- 問題管理：水谷まなみ、中條紗佳、内田望友、中村海音（水谷・内田・中村→※、中條→第3回と※）
- ディレクター：吉田大器、逢坂志朗、髙橋翔生、栁川雄洋、安藤はるな（えすと）、中村敦、大塚哉太、茂手木絢亮、小倉亜希子、嶋村明子、南條友香、大平祥子、大林良汰、山本健太、土井伊織 / 藤田あかね、佐々木彩乃、長田桃子、奈良萌夏(香)、折本未奈（えすと）、松下駿佑、西出磨雄、山内大貴、望月雄斗、石黒真利奈、中村桃香、瀧田翔太、長坂眞帆、柳田悠香、坂上雅、前田優介、千原弓佳、泉田祥之、潮田翔大、木村璃子、宮本颯介、佐々木彩乃、藤原日和、宮本竣介、桑原洸輔、鍋倉沙弥、内山流歌（安藤→第2回-・※2021年9月までAD、茂手木→以前はAD、松下駿・刀祢平・山内・藤田・長田・渡邊→※2021年9月までAD、松下駿→以前はAD►一時離脱、髙橋翔→第2回-、吉田～内山→※）【週替り】
- スタジオ演出（※）：曽我翔・長沼秀幸（えすと）、赤坂祐貴、藁科誠（RUMBLE BEE inc.）、陶山桂輔（曽我→第2-4回はディレクター、長沼→第2回-・※2023年5月頃までディレクター、長沼〜藁科・陶山→※、陶山→※2023年11月頃までディレクター、赤坂→2024年2月頃までディレクター）
- プロデューサー：末延靖章、岩沢錬、内田智子（RUMBLE BEE inc）、阿河朋子・中村紀史（えすと、中村→以前はAP）、竹部歩美、柴田泉、清千里（阿河・中村→第2回-、その他→※）/ 吉田翔、三井利行（三井→AX-ON）、古川栞、田中千賀子、前田桂、阿部友紀、髙橋麻利、神田富士江（えすと）、伊藤優海、橋村青樹、小坂彩智乃【週替り】（末延以降→※、内田以降・岩沢・古川・伊藤・三井以外→2021年9月までAP、末延→※、2023年6月2日-、岩沢→※、2023年12月1日-、吉田→一時離脱→復帰、三井→※、2023年7月28日-2024年3月・4月-、髙橋麻→2022年11月11日-、※2021年9月までAD►2021年10月からディレクター、神田→2023年3月3日-、伊藤→※、2024年4月12日-、橋村・小坂→共に※、2024年5月-）
- チーフプロデューサー：石村修司（※、2024年6月14日-）
- 制作協力：えすと、RUMBLE BEE inc.、AX-ON（えすと→第2-4回-、RUMBLE・AX-ON→※）
- 番組フォーマット：Mark Burnett（©2007-2009 JMBP,LLC All Rights Reserved.）、MGM TELEVISION
- 製作著作：日テレ

### 過去のスタッフ
- 企画提出：河野雄平（第4回、第2,3回は企画）
- 演出：増田雄太
- ナレーション：徳島えりか（※、日本テレビアナウンサー）、藤田大介（※、日本テレビアナウンサー、毎週）
- 構成：澤井直人（※）、高市廉（※）
- 問題作成：塩見昌矢、石田謙祐（石田→第3回-）、川口夢斗（川口→※）
- TM︰村上正（第2回-）
- SW：鎌倉和由（第2回-、以前はCAM）
- CAM：岩永雄允（第2回）、中村哲也（第3回）
- MIX：原秀彰（※）、杉村理紗（第2-4回と※）、梓沢曜平（※）【週替り】
- VE：笈川太（第4回-）、天内理絵（第2回）、竹内萌江（第3回）、塩原和益（※）
- 照明（第3回-）：名取孝昌（第3回-）、仲野貴信（※）【週替り】
- LD：宮田千尋（第2回）
- 装置（第3,4回）：相馬勇（第3回）、菅原拓真（第4回）
- 電飾（第4回）：上船海（第4回）
- 装飾（第3,4回）：林孝一（第3,4回）
- メイク（第3回-）：林朋香（第3回）、小室あい（第4回）、奥松かつら（※）
- 編集：長野紘也（※）
- MA：船木拓也（第3回）
- 海外コーディネート：村越威史（第2-4回はコーディネート、NTV EUROPE）
- CG：三宅玲（第2回）
- 協力：ヌーベルバーグ（第2,3回）
- 技術協力：スタジオWELT（※）
- デスク：宮沢薫（第2回-）
- AD：矢部聖梨奈（第2回）、小林祐一（第3回）、花田真実（第3回-※2020年9月）、森紫乃、平位祐一郎、伊良原樹、本間菜子、齋藤史弥（森以降→※）
- AP：小黒みやこ（第3,4回）
- 問題管理：紺野美嘉子（第4回-）、藤木友美子（※）、大野敦子（※）、野津彩乃（※）、北川佳奈（※）、櫻井友紀
- ディレクター：東海林大介（第2回）、髙橋昴平（第2回-※2020年9月）、小林淳一、森山悠（共に第3回）、大喜多高志（第4回）、大谷真也、茂木明、小川剛、永田香織、二神新、加藤貴史、上保建人、安部雅史（RUMBLE BEE inc）、吉田雄太郎（AX-ON）、佐藤眞弥、古川栞（古川→えすと、第3回-・第2回はAD）、南斉岬（南斉→以前はAD►毎週D）（大谷以降→※）、白鳥悠（※）、斉藤直輝（斉藤直→以前はAD）/ 何薇婷、山川大輔、後藤拓也、森祐香里、廣田遼一郎、松下陸雄、秋本澪、平野将輝、奥村咲甫（何以降・松下陸・秋本・平野・奥村以外→※2021年9月までAD）
- スタジオ演出（※）：奥村竜・齋藤郁恵（えすと、奥村→第2-4回はディレクター、齋藤→第2回から途中までディレクター）、飯野修一（※）、小谷信公・山越由貴・谷口顕（AX-ON、小谷→以前はディレクター、谷口→※）、松尾宗之（Orange.、※）
- スーパーバイザー：五味一男（第3回-2022年5月）
- プロデューサー：今井康則（第4回-2021年5月）、水野葉子（※・2019年11月まで）、首藤由紀子（※・2019年12月13日-2021年5月）、笹木哲（※・2020年10月9日-2022年5月）、一色彩加（※・2022年6月3日-11月25日）、劉雅莎（※・2021年12月3日-2023年5月）、川上克己（※・2022年9月まで）、深井香織（※・2022年11月4日まで）、佐藤雄（※・AX-ON）、上岡恵莉華（※・2022年9月30日-2023年6月）
- 統轄プロデューサー：小島友行（2020年9月25日まで、第3回はプロデューサー）
- チーフプロデューサー：納富隆治（2020年9月25日まで）、富永有一（※、2020年10月9日-2021年11月26日）、横田崇（※、2021年12月3日-2023年5月）、渡邊政次（※、2023年6月2日-2024年5月、以前は2021年6月4日-2023年5月まで統轄プロデューサー）

### 復活特番
- 演出：熊谷航太郎
- ナレーション：立木文彦、藤田大介、佐藤真知子（藤田・佐藤→日本テレビアナウンサー）
- 構成：酒井健作
- 問題作成：小堀裕也、壯庭回
- TM：大越克人
- SW：矢作陽一（第2回）
- CAM：川島佑介
- 美術：高津光一郎
- デザイン：北村春美
- 美術協力：日本テレビアート
- 音効：竹中幸治
- CG：堀江隆臣、中村桂子
- 編集：眞子兼太郎（第2回）
- MA：藤井光洋
- 技術協力：NiTRO、ヌーベルアージュ
- モニター：インターナショナルクリエイティブ
- 海外コーディネート：大塚千恵子（NTV EUROPE）
- TK：長坂真由美
- 写真協力：アフロ、イメージマート
- イラスト：グレートインターナショナル、murahiro
- 地図提供：株式会社平凡社地図出版©ROOTS製作委員会
- 制作進行：酒井瑞希
- デスク：山田雅子
- 問題監修：CAMEYO
- 問題管理：水谷まなみ、中條紗佳
- ディレクター：木村璃子（第2回）、長沼秀幸（えすと、第1回-）、栁川雄洋（第1回-）、大林良汰（第1回-）、吉田大器（第2回）/長田桃子（第1回-）、柳田悠香（第1回-）、坂上雅（第2回）、長坂眞帆（第1回-）、潮田翔太（第1回-）
- スタジオ演出：曽我翔（えすと）
- プロデューサー：末延靖章、岩沢錬、阿河朋子・中村紀史（えすと）/神田富士江（えすと）、佐々木彩乃
- 制作協力：えすと
- Executive Producer：Barry Poznick
- 番組フォーマット：Based On a Format Created By Barry Poznick and John Stevens、©UAMG CONTENT,LLC.All Rights Reserved instead of JMBP,LLC、UAMG Content,LLC©2024.All Rights Reserved.
- 統括プロデューサー：河野雄平
- チーフプロデューサー：石村修司
- 製作著作：日テレ

### 過去のスタッフ（復活特番）
- 演出：関口拓（第1回）
- SW：福田伸一郎（第1回）
- 編集：武者宏（第1回）
- ディレクター：奈良萌夏（第1回）